# Phidippus borealis
Phidippus borealis es una especie de araña araneomorfa del género Phidippus, familia Salticidae. Fue descrita científicamente por Banks en 1895.
Habita en los Estados Unidos (en el estado de Wyoming) y Canadá (San Pedro y Miquelón, Victoria, Columbia Británica, Whitecourt, Alberta).